# Manang District
Manang District er et af Nepals 75 administrative og politiske regioner, betegnet distrikter (lokalt betegnet district, zilla, jilla el. जिल्ला). Manang er et bjerg-distrikt, som ligger i Gandaki Zone i Western Development Region.
Manang areal er 2.246 km² og der boede ved folketællingen 2001 i alt 9.587 og i 2007 10.709 i distriktet. Distriktets politiske organ District Development Committee er sammensat gennem indirekte valg, med repræsentation fra hver af de 9-17 administrative enheder ilakaer, hvert distrikt er opdelt i. 
Manang District er endvidere opdelt i 13 udviklingskommuner (lokalt navn: Gaun Bikas Samiti (G.B.S.) el. Village Development Committee (VDC)), hvoraf byer med over 10.000 indbyggere kategoriseres som købstæder (municipalities). 
Manang District er udviklingsmæssigt – gennem anvendelse af FN og UNDP's Human Development Index – kategoriseret som nr. 15 ud af Nepals 75 distrikter.

## Eksterne links
- Kort over Manang District
- Manang District sundhedsprofil – fra FN-Nepal (på engelsk)

28°33′07″N 84°14′27″Ø / 28.55194°N 84.24083°Ø